# Rivella

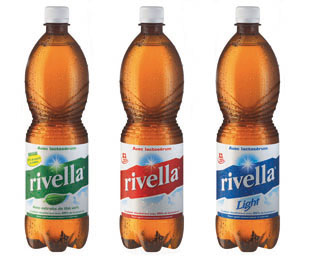
Três garrafas da Rivella

Rivella é um refresco carbonizado, não-alcoólico com 35% de soro de leite, o qual é produzido na Suíça. Rivella é engarrafado pela mesma Rivella AG em Rothrist. Cujo fundador Robert Barth faleceu em 29 de março de 2007.
Rivella é uma das marcas mais famosas e populares na Suíça. Atualmente Rivella é conduzida neste estudo como o quinto maior marca na Suíça. Em 2007, a empresa realizou um movimento financeiro de 140,8 milhões de francos suíços. Cerca de 100.000 litros-porções de Rivella são bebidos diariamente na Suiça.]